# Olli Penttala
Olli Penttala (Helsinki, 10 aprile 1995) è uno sciatore freestyle finlandese, specialista nelle gobbe.

## Biografia
In Coppa del Mondo ha esordito il 13 dicembre 2014 a Ruka, terminando in cinquantatreesima posizione. 
Nel 2022 ha partecipato ai Giochi Olimpici invernali del 2022, a Pechino, qualidicandosi per la finale.

## Palmarès

### Mondiali juniores
- 1 medaglia:
  - 1 argento (gobbe a Jyväskylä 2011)

### Coppa del Mondo
- Miglior piazzamento nella Coppa del Mondo generale di gobbe: 17º nel 2023
- 1 podio:
  - 1 terzo posto